# Panaria-Navigare/2006
Deze pagina geeft een overzicht van de Panaria-Navigare-wielerploeg in 2006.

## Algemene gegevens
Sponsors: Panaria, Navigare
Algemeen manager: Roberto Reverberi
Ploegleider: Bruno Reverberi, Renato Brugaglia
Fietsmerk: Colnago

## Renners
| Naam                      | Geboortedatum | Nationaliteit | Ploeg 2005 |
| ------------------------- | ------------- | ------------- | ---------- |
| Moisés Aldape             | 14-08-1981    | Mexico        |            |
| Mirko Allegrini           | 19-10-1981    | Italië        |            |
| Fortunato Baliani         | 06-07-1974    | Italië        |            |
| Guillermo Rubén Bongiorno | 29-07-1978    | Argentinië    |            |
| Tiziano Dall'Antonia      | 26-07-1983    | Italië        | Neo        |
| Aitor Galdós              | 08-11-1979    | Spanje        | Team Nippo |
| Paride Grillo             | 23-03-1982    | Italië        |            |
| Brett Lancaster           | 15-11-1979    | Australië     |            |
| Luis Laverde              | 06-07-1979    | Colombia      |            |
| Serhij Matvjejev          | 29-01-1975    | Oekraïne      |            |
| Luca Mazzanti             | 04-02-1974    | Italië        |            |
| Andrea Pagoto             | 11-07-1985    | Italië        | Neo        |
| Julio Alberto Pérez       | 30-07-1977    | Mexico        |            |
| Domenico Pozzovivo        | 30-11-1982    | Italië        |            |
| Matteo Priamo             | 20-03-1982    | Italië        | Neo        |
| Maximiliano Richeze       | 07-03-1983    | Argentinië    | Neo        |
| Miguel Ángel Rubiano      | 03-10-1984    | Colombia      | Neo        |
| Emanuele Sella            | 09-01-1981    | Italië        |            |

## Belangrijke overwinningen
| Ronde van Langkawi 1e etappe: Maximiliano Richeze 2e etappe: Guillermo Rubén Bongiorno 9e etappe: Serhij Matvjejev GP Rennes Winnaar: Paride Grillo Ronde van de Sarthe 2e etappe deel A: Paride Grillo Ronde van Trentino 1e etappe: Luca Mazzanti Ronde van Italië 14e etappe: Luis Laverde Subida al Naranco Winnaar: Fortunato Baliani Brixia Tour 4e etappe: Paride Grillo Ronde van Wallonië 1e etappe: Aitor Galdós Ronde van Denemarken 1e etappe: Aitor Galdós |

2000 · 2001 · 2002 · 2003 · 2004 · 2005 · 2006 · 2007 · 2008 · 2009 · 2010 · 2011 · 2012 · 2013 · 2014 · 2015 · 2016 · 2017 · 2018 · 2019 · 2020 · 2021 · 2022 · 2023 · 2024 · 2025